# Наг Хамади
Наг Хамади (арап. نجع حمادى) је место у горњем Египту. Има око 30.000 становника.
У антици се звало Хенобоскион (грч. Χηνοβόσκιον) и било је познато по манастиру који је подигао Пахомије Велики. 

## Библиотека Наг Хамади
Место је постало међународно познато када је децембра 1945. године у њему пронађена збирка ранохришћанских и гностичких списа на коптском језику из 4. века, позната као библиотека Наг Хамади.

## Масакр у Наг Хамадију
Наг Хамади је поново доспео у жижу светске јавности јануара 2010. године када је у нападу муслиманских екстремиста на коптске вернике испред цркве убијено десетак људи.